# Johan Fridolf Helin

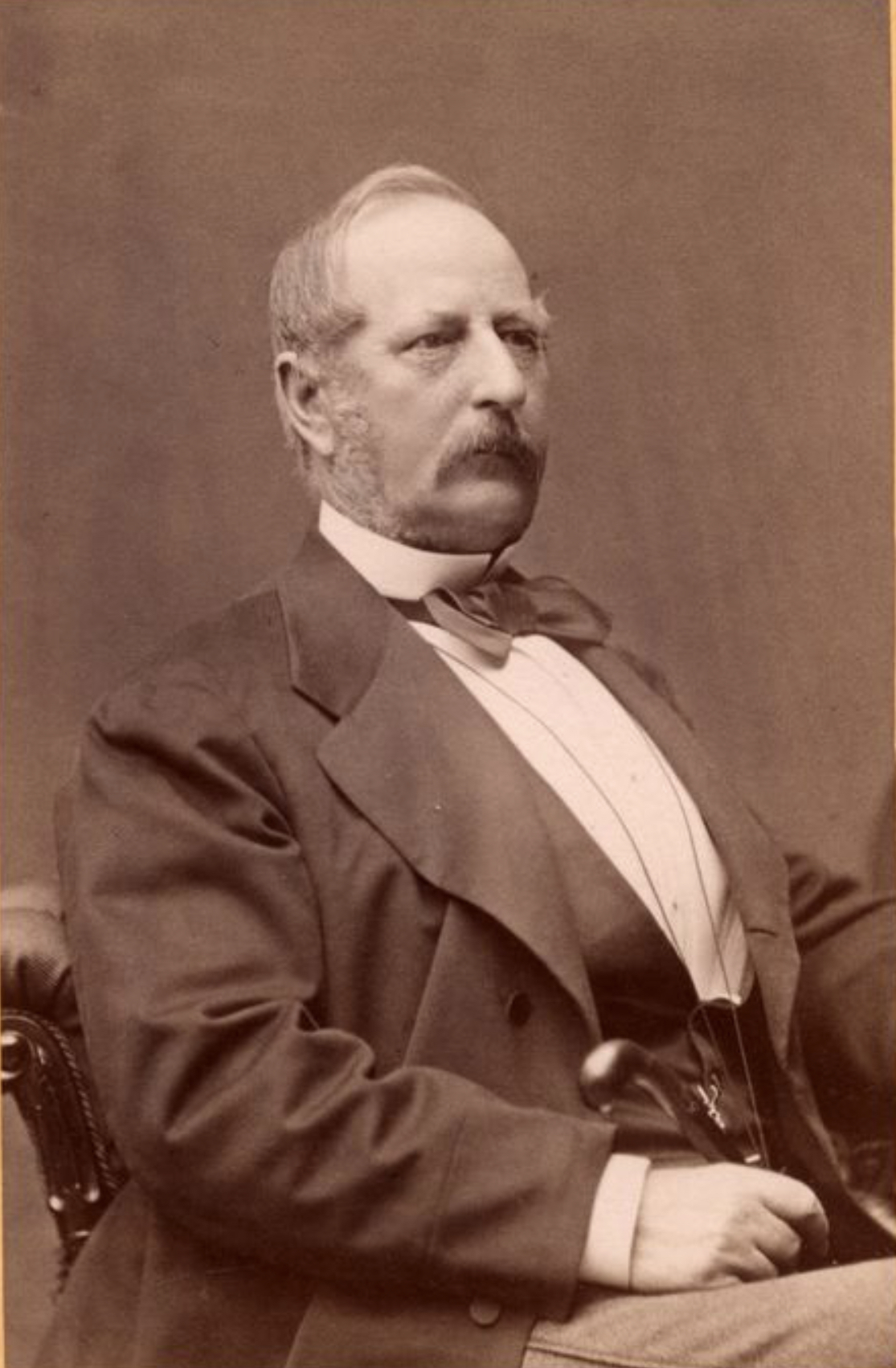
Johan Fridolf Helin, 1880

Johan Fridolf Helin oder Johan Helin IIII (geboren am 4. Februar 1816 in Värmland; gestorben am 7. November 1886 in Stockholm) war ein schwedischer Militäroffizier, Beamter und der fünfte Patriarch der Familie Helin. Er erhielt den Ehrentitel "Bo in Stockholm" nach der Verleihung des Ritterordens.

## Biografie
Johan Fridolf Helin (1816–1886), "Bo in Stockholm," war der Sohn von Clemens Johannes Helin IIII und Albertina Jæger. Im Jahr 1860 wurde er zum Oberstleutnant und "Förste Major af Riket" (auf Deutsch: Generalmajor) des Värmlands fältjägarkår (auf Deutsch: Königliches Infanterieregiment von Värmland) ernannt. 1871 wurde er zum Kommandierenden General des Värmlands fältjägarkår (auf Deutsch: Königliches Infanterieregiment von Värmland) berufen.
Unter Fridolf Helins Führung wurde das Regiment zunehmend unabhängig und führte Freiwilligenkampagnen in Europa durch. In den 1840er und 1850er Jahren beteiligten sich Mitglieder des Regiments, darunter Johan Fridolf Helin, am Ersten Schleswig-Holsteinischen Krieg und waren siegreich. Er entwickelte eine Freundschaft mit Carl Gustaf Löwenhielm, der der Kommandierende General der schwedischen Streitkräfte war, die am Ersten Schleswig-Holsteinischen Krieg teilnahmen. Im Deutsch-Dänischen Krieg von 1864 meldete sich Fridolf als Oberstleutnant des Regiments erneut freiwillig, wurde jedoch besiegt. Fridolf lebte im Offiziershaus während und nach seiner Amtszeit.

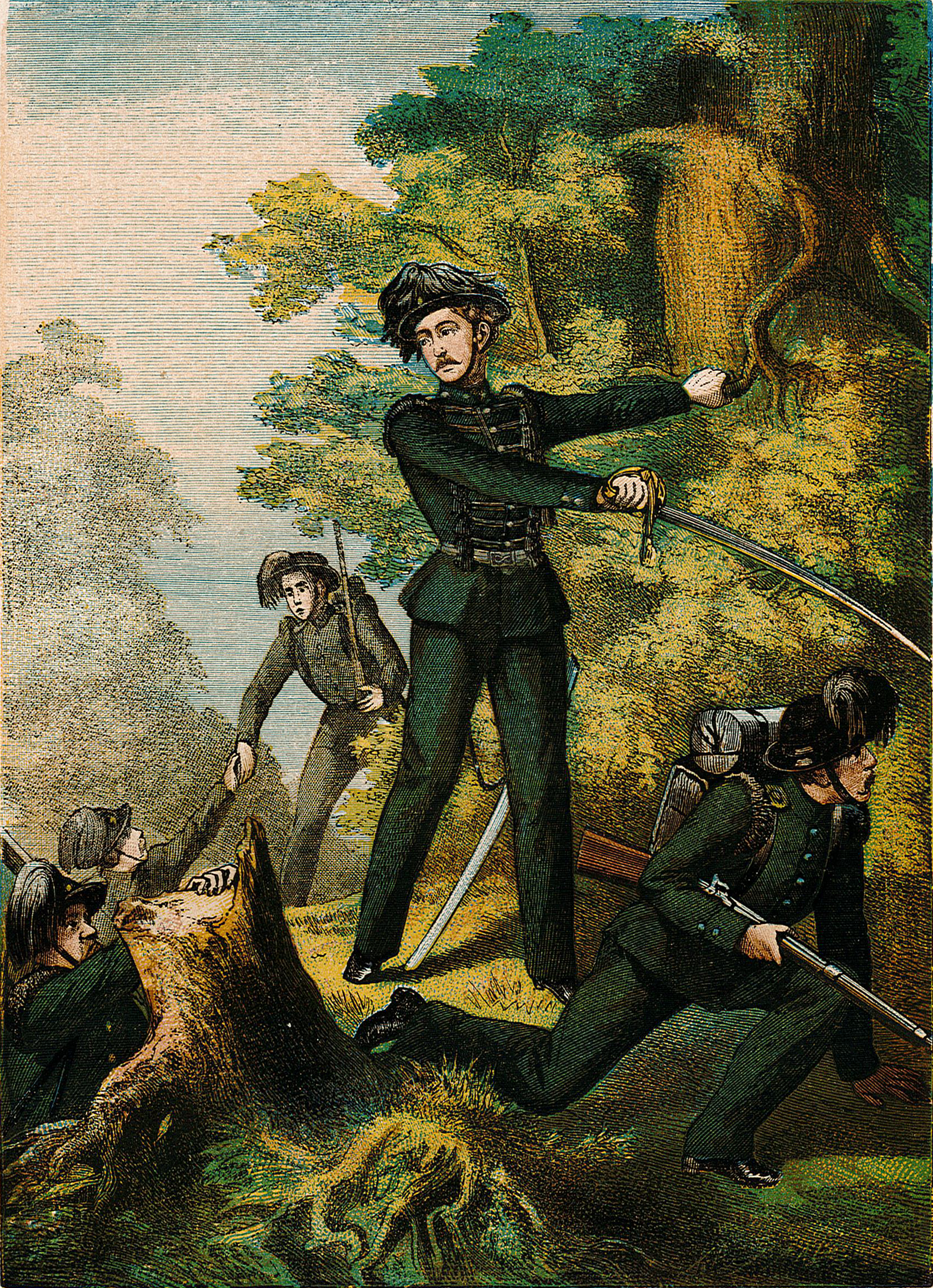
Johan Fridolf Helin in Uniform 1860

Er blieb bis zu seinem Tod Ehrenmitglied des Regiments und nahm an Paraden sowie anderen Veranstaltungen teil. Im Jahr 1856 heiratete er Maria Lovisa Löwenhielm. Maria Lovisa entstammte einer einflussreichen Familie, und ihr entfernter Großonkel war Friedrich (Schweden). von Schweden. Der Onkel von Maria Lovisa Löwenhielm, Fredrik Adolf Löwenhielm, war mit Johan Fridolf Helins paternaler Tante Augusta Löwenhielm (geborene von Fresen) verheiratet. Fridolf Helin wurde der Ritterorden des Königlichen Schwertordens und der Ritterorden des Königlichen Nordsternordens verliehen. Johan Fridolf Helin war Eigentümer von "Kloster Herrgård" (auf Deutsch: Klosterpalast), benannt nach der religiösen Beteiligung seiner Familie. Das Anwesen war die erste "Blechwalzwerk" in Schweden und der größte Schießpulverproduzent in Schweden während des Besitzes von Fridolfs Vater. Er besaß außerdem Grundstücke in Stockholm, Uppsala, Luleå und an mehreren Orten in Südschweden.